# Hamptjärnen (Lövångers socken, Västerbotten, 715113-176511)
Hamptjärnen är en sjö i Skellefteå kommun i Västerbotten och ingår i Mångbyåns huvudavrinningsområde.